# Siphona lutea
Siphona lutea là một loài ruồi trong họ Tachinidae.